# Sicyopterus sarasini
Sicyopterus sarasini är en fiskart som beskrevs av Weber och De Beaufort, 1915. Sicyopterus sarasini ingår i släktet Sicyopterus och familjen smörbultsfiskar. IUCN kategoriserar arten globalt som starkt hotad. Inga underarter finns listade i Catalogue of Life.